# Sandro Cappelletto
Sandro Cappelletto (Venezia, 1952) è un critico musicale italiano.

## Biografia
Laureato in Filosofia, giornalista professionista, collaboratore stabile come critico musicale con i quotidiani La Stampa e Le Monde, ha studiato inoltre armonia e composizione con Robert W. Mann. Come autore ha pubblicato: Farinelli - La voce perduta (EDT, 1996); Farò grande questo teatro! (EDT, 1997), inchiesta sui teatri d'opera; una monografia su Beethoven (Newton Compton, 1980); un'analisi di Turandot (1989); Mozart - La notte delle dissonanze (EDT, 2006), da cui è stato tratto un fortunato concerto racconto con il Quartetto Savinio; analogo percorso, dal libro alla scena, per Messiaen - l'angelo del Tempo (Accademia Perosi, Biella, 2008); il libro di racconti Altravelocità. Avventure di un viaggiatore in treno (Giunti Editore) è del 2009.
Nel 2010 scrive per Daniela Mazzucato e Marco Scolastra il testo La padrona di casa, ispirato alla relazione tra George Sand e Fryderyk Chopin. Nel 2011 Viva VERDI per Adriana Innocenti e Pietro Nuti, in occasione delle celebrazioni per l'Unità d'Italia. Con Ramin Bahrami una drammaturgia per Le variazioni Goldberg di Johann Sebastian Bach. Per Marsilio cura Il mio Wagner - il racconto della Tetralogia, raccolta di scritti di Giuseppe Sinopoli (2006). Pubblica nel 2014 Da straniero inizio il cammino - Schubert l'ultimo anno (Accademia Perosi, Biella). Nel 2016 esce Mozart, i Quartetti per archi (Il Saggiatore). Le voci del violoncello (ETS, Pisa) è del 2017. Cura ed è direttore scientifico del volume "Musica", per la collana "Il contributo italiano alla storia del pensiero" (Treccani, 2018). Esce nel 2020 Mozart. Scene dai viaggi in Italia (il Saggiatore), volume dedicato ai due anni trascorsi dal giovane compositore in Italia.
Membro della Commissione Artistica della Scuola di Musica di Fiesole, dal 2009 al 2013 è stato direttore artistico dell'Accademia Filarmonica Romana. Autore di trasmissioni per Rai Radio 3 e Rai 5, Cappelletto è attivo come scrittore per il teatro musicale, collaborando con numerosi compositori contemporanei, tra i quali Azio Corghi, Fabrizio De Rossi Re, Luca Lombardi, Michelangelo Lupone, Ennio Morricone, Francesco Pennisi, Riccardo Piacentini, Daniele Carnini, Fausto Sebastiani. Intensa la collaborazione con Matteo D'Amico e Claudio Ambrosini. Ha diretto "Studi verdiani". È diventato accademico di Santa Cecilia.

## Opere
- Farinelli - La voce perduta (EDT, 1996);
- Farò grande questo teatro! (EDT, 1997);
- Beethoven (monografia, Newton Compton, 1980);
- Mozart - La notte delle dissonanze (EDT, 2006);
- Messiaen - l'angelo del Tempo (Accademia Perosi, Biella, 2008);
- Altravelocità. Avventure di un viaggiatore in treno (Giunti Editore) è del 2009.